# Rhipidia (Rhipidia) gaspicola
Rhipidia (Rhipidia) gaspicola is een tweevleugelige uit de familie steltmuggen (Limoniidae). De soort komt voor in het Nearctisch gebied.